# Liste der Domprediger in Freising und München

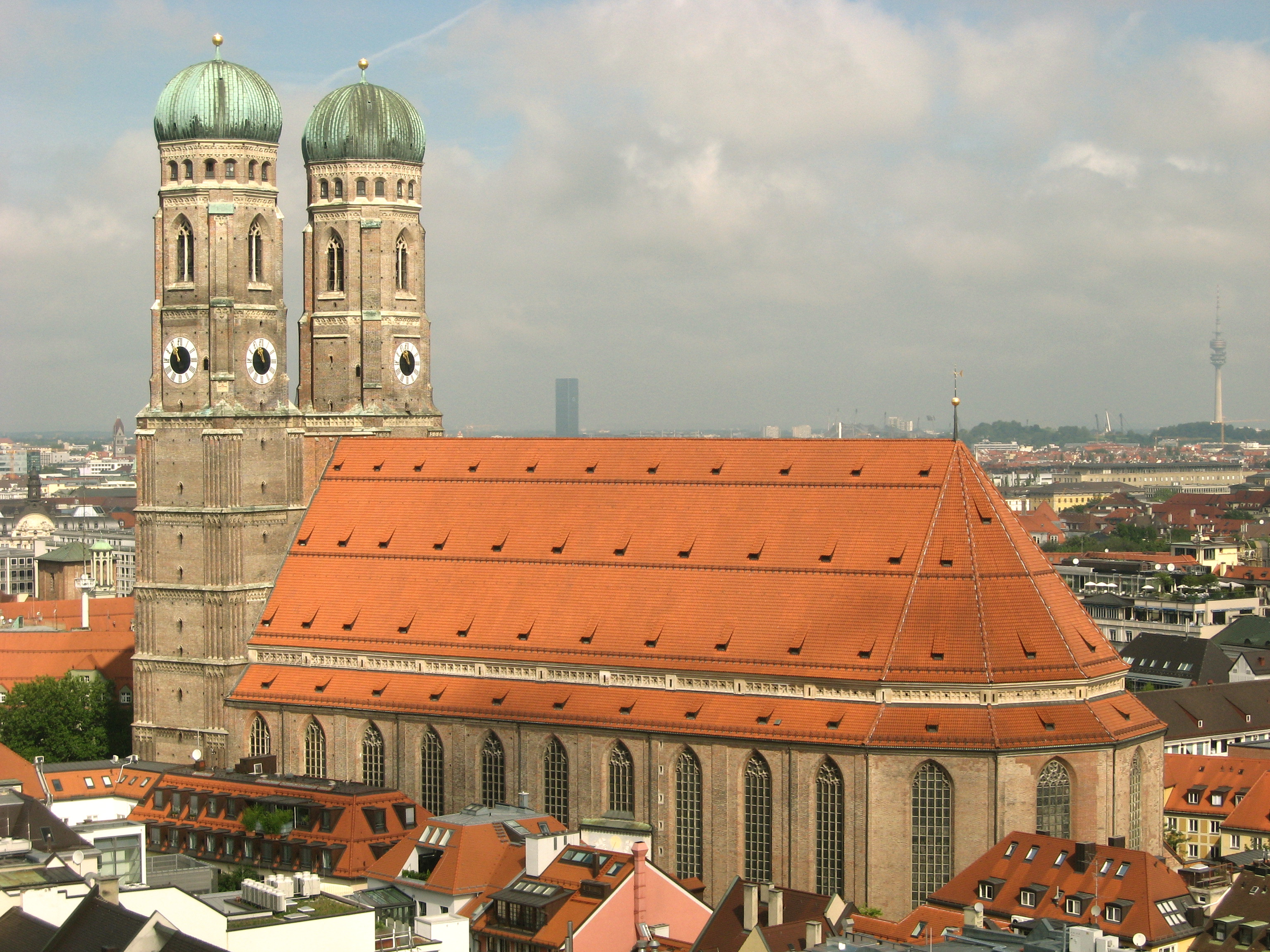
Die Frauenkirche in München

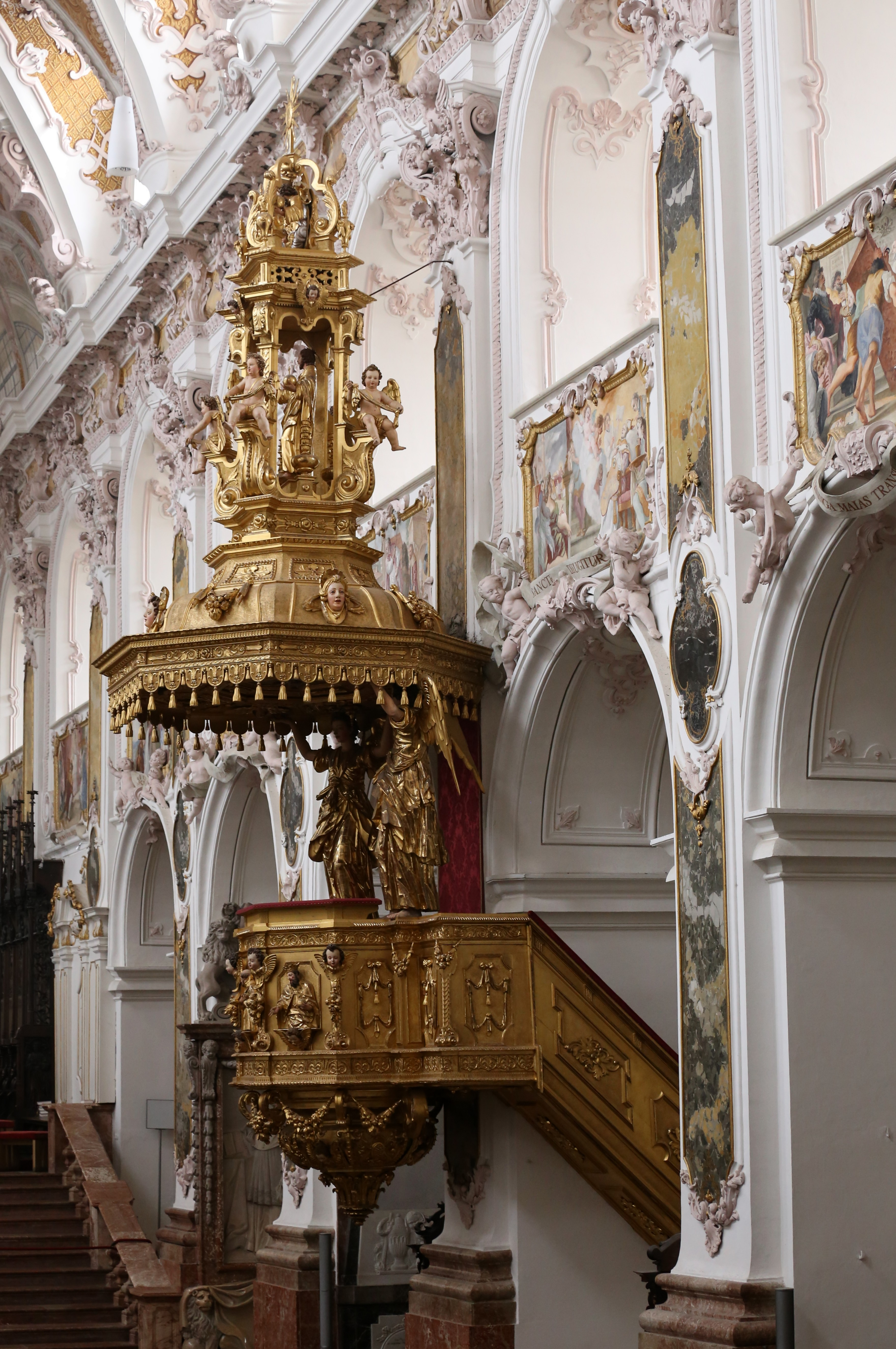
Die Domkanzel im Freisinger Dom

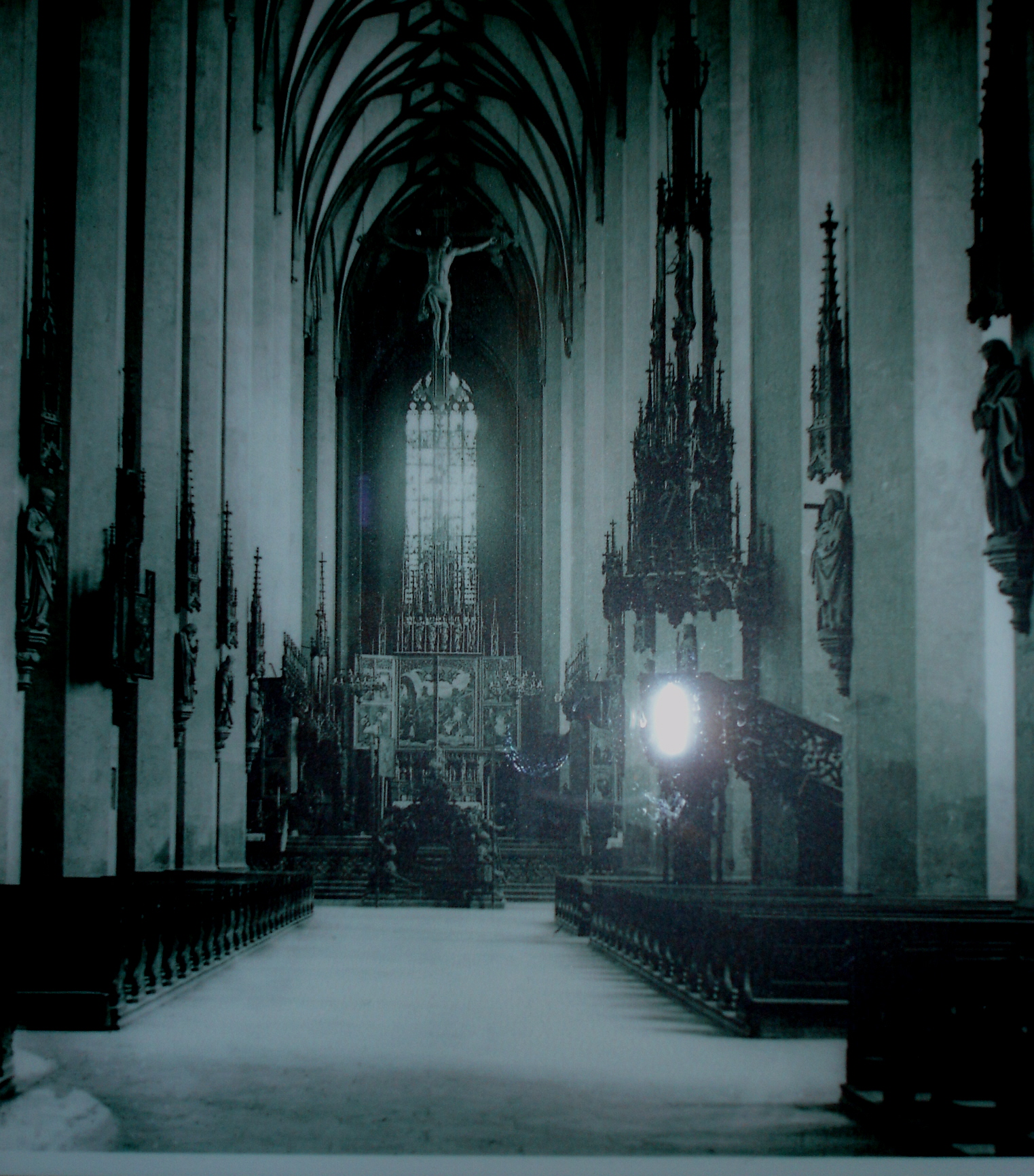
Die ehemalige Domkanzel in der Münchner Liebfrauenkirche (vor den Zerstörung 1943 und 1945)

Am Freisinger Dom wurde das Amt des Dompredigers 1475 gestiftet.
Als Domprediger waren in Freising und ab 1821 an der Frauenkirche in München tätig:
| Name                               | von             | bis                                 |  |
| ---------------------------------- | --------------- | ----------------------------------- |  |
| Heinrich Pfeilschmid               | 16. Jahrhundert |                                     |  |
| Sebastian Haydlauf(f)              | 16. Jahrhundert | (1570–1577 Weihbischof in Freising) |  |
|                                    |                 |                                     |  |
| Franziskus Ampferle (Ampherle) OFM | 1601            | 1646                                |  |
|                                    |                 |                                     |  |
| Fortunatus Hueber OFM              | 1671            | ?                                   |  |
|                                    |                 |                                     |  |
| Leo Strobl OFM                     | um 1770         |                                     |  |
|                                    |                 |                                     |  |
| Joseph Georg von Ehrler            | 1867            | 1878                                |  |
|                                    |                 |                                     |  |
| Ignaz Landgraf                     | 1910?           | 1919                                |  |
|                                    |                 |                                     |  |
| Konrad Graf von Preysing           | 1921            | 1932?                               |  |
|                                    |                 |                                     |  |
| Josef Weißthanner                  | 1939            | 1945?                               |  |